# Слэш (жанр)

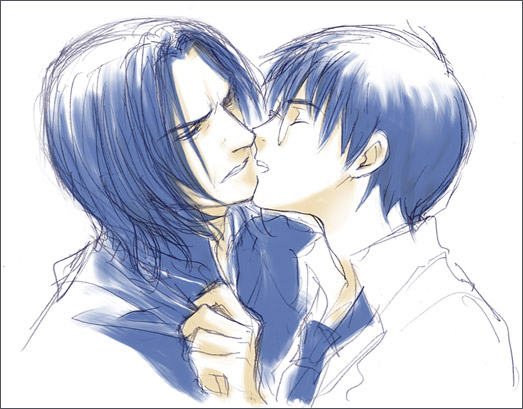
Фан-арт в жанре слэш: Северус Снегг и Гарри Поттер

Слэш, иногда слеш (от англ. slash «косая черта») — это жанр книг или любительских произведений («фанфиков»), в котором описываются романтические или сексуальные отношения между персонажами мужского пола. В фанфиках персонажи взяты из уже созданных известных произведений, в первоисточнике не имеющих явной гомосексуальной ориентации. Описания подобных отношений двух героинь называются фемслэш.
Слэш о реальных людях называется RPS (англ. real person slash).
Сюжет таких произведений чаще всего сосредоточен исключительно на паре персонажей. Название возникло из дисклеймера таких произведений, в которых главные персонажи указываются через «/». Эта часть дисклеймера (т. н. «пэйринг») обычно присутствует у всех фанфиков, повествующих о чьей-то любовной связи, не только у слэша. В книгах же любовная или сексуальная линия главная, но не основополагающая линия сюжета.

## История
Принято считать, что слэш, как жанр зародился в конце 1970-х годов в среде фэндома сериала «Звёздный путь», когда фанаты франшизы начали писать фанфики с романтическими отношениями Кирка и Спока. Само слово «слэш» — это английское название символа «/», так как авторы фанфика ставили дисклеймеры о романтических или сексуальных взаимоотношениях персонажей, например «Kirk/Spock». Вскоре стали появляться фанфики, где сводили мужских героев из «Старски и Хатч», «Семёрки Блейка» и других популярных сериалов или фильмов тех времён. В тот момент за этим явлением укрепилось определение «слэш». С самого начала была задана тенденция, когда слэш-фанфики писались по популярным научно-фантастическим вселенным. Ранние фанфики сводили в романтических отношениях персонажей, являющихся по канону главными героями и близкими товарищами.
Слэш пользовался популярностью прежде всего среди женской части фэндома, остальная же часть фанатов довольно резко и отрицательно реагировала на это явление, придавая жанру «слэш» и его любителям маргинальный статус. Причиному тому были сильные гомофобные настроения и идея недопустимости изображения геев в медиа. В Англии самые первые авторы слэша рисковали быть арестованными за нарушение закона о непристойности.
Тем не менее в течение нескольких следующих десятилетий постепенное принятие гомосексуальности и женского восприятия постепенно избавило «слэш» от статуса маргинального и табуированного жанра. Благодаря этому, в том числе и с началом распространения интернета «слэш» привлёк куда большее количество авторов и читателей. До 1990-х годов, слэш-фанфики было крайне сложно раздобыть, но возможно — купив фанатский самиздат за большую оплату. Если традиционно слэш привлекал женщин, то в последнее десятилетие этим жанром заинтересовались многие мужские фанаты, в итоге всё чаще стали появляться истории с романтическими отношениями женских персонажей, такие фанфики стало принято помечать, как «фемслэш».

## Неоднозначность определения
Так как слэш и фемслэш зародились в то время, когда гомосексуальные связи были недопустимы литературе, кино или телевидении, речь всегда шла о неканонических однополых отношениях и именно этим описанием характеризовался слэш или фемслэш. Однако в последнее время, вместе с появлением гомосексуальных отношений в произведениях, многие авторы фанфиков по этим произведениям по-прежнему настаивали на том, чтобы обозначать канонические гомосексуальные отношения как слэш или фемслэш.
Вместе с ростом популярности фанфиков в интернете, авторы нового поколения стали использовать термин «слэш» для описания любых эротических фанфиков вне зависимости от того, затрагивают ли они гомосексуальные, гетеросексуальные (гет) или иные формы эротики. Хотя слэш может содержать эротические сцены, они не обязательны в фанфиках такого жанра. Помимо прочего такие фанфики могут включать оригинальных вымышленных персонажей и по-прежнему помечаться как слэш.

## Поджанры
Как и все фанфики, слэш распределяется по жанрам, рейтингу, фэндомам. Обычно рейтинг слэшу присуждают не ниже PG-13, вне зависимости от содержания.
Существует несколько специальных обозначений для некоторых видов слэша:
- Фемслэш, он же ф/ф-слэш, сапфик — отношения между женскими персонажами, которые по канону являются гетеросексуальными или не состоят в отношениях[19]. Фемслэш — относительно молодой жанр, чья популярность возросла в 2010-е годы вместе с увеличением доли мужчин среди авторов и читателей фанфиков известных произведений[15]. Большинство авторов фемслэш-фанфиков — гетеросексуальные мужчины[20]. Молодость жанра обусловлена тем, что гетеросексуальные женщины традиционно были основными авторами и читателями слэш-фанфиков и не были заинтересованны в лесбийских отношениях[21]. Другая важная причина заключалась в том, что в более ранних произведениях крайне редко можно было встретить более одного хорошо прописанного женского персонажа[22]. Например, самый ранний образец фемслэша — Джейнвэй/Седьмая из Звёздного Пути, так как оригинальный сюжет показал сложное конфликтное и эмоциональное взаимоотношение этих двух женских персонажей, что было большой редкостью для произведений того времени. Соответственно популяризация фемслэша неразрывно связана с увеличением доли женских персонажей и их активной роли в сюжете в поздних произведениях[23]. В частности, фемслэш доминирует в фанфиках к произведениям с преобладающими женскими персонажами, например, «Зена — королева воинов» или «Оранжевый — хит сезона»[24]. Так как лесбийские отношения показываются в литературе и кино более часто и открыто, нежели мужские гомосексуальные, то ведётся спор относительно того, стоит ли считать фанфики к произведениям с каноническими лесбийскими отношениями (например, «Баффи — истребительница вампиров») по-прежнему фемслэшем. Многие считают, что да, так как в канонических произведениях лесбийские отношения показываются гораздо меньше и скромнее, нежели гетеросексуальные (квирбейтинг), а фемслэш-фанфики исследуют такие отношения гораздо глубже[25].
- Омегаверс — поджанр слэша, который также часто рассматривается как самостоятельный жанр, так как может включать и женских персонажей. Главная особенность сюжета — наличие среди персонажей стайной иерархии, основанной чаще всего на иерархии волков, реже других диких животных. По этой же причине часто персонажи в омегаверсе являются оборотнями или другими фантастическими созданиями с человеческими чертами[26]. В таких фанфиках имеются доминирующие «альфы», нейтральные «беты» и покорные «омеги». Омегаверс как самостоятельный жанр утвердился на фоне популярности сериала «Сверхъестественное», когда фанаты стали публиковать множество слэш-фанфиков с «волчьей иерархией» между мужскими персонажами[27]. Особенноую популярность данный жанр завоевал в Японии в 2010-х годах, став поджанром яой. В японских произведениях и фанфиках жанра омегаверс в сюжет также вводится кастовая система, где «альфы» — это высшее сословие, угнетатели, а «омеги» — низшее и сталкиваются с дискриминацией. Также «омеги» могут забеременеть несмотря на то, что они мужчины[28].
- Everyone Is Gay (Каждый является геем) — фанфик, в котором всем основным персонажам приписывается негетеросексуальная ориентация, без каких-либо объяснений со стороны автора и независимо от того, что говорится по этому поводу в каноне.
- Слэш реальных людей, real person slash или RPS — фанфик, в котором завязываются романтические отношения персонажей, основанный на реальных личностях, чаще всего это члены бой-бэндов в индустрии поп-музыки[29], реже спортсмены или профессиональные борцы. Самая популярная пара — Дженсен Эклс/Джаред Падалеки[30]. Данный подвид жанра появился в 1990-е годы и встречает неоднозначную реакцию, так как предметом вымышленных историй становятся реальные личности. RPS также отверают многие представители основной аудитории слэш[31].

- Rare-слэш — слэш по малоизвестному фэндому либо непопулярному пэйрингу.
- Тян-слэш — отношения персонажей с большой разницей в возрасте. Также называется Underage. Один или оба партнёра — дети или подростки. Префикс «тян» — это японский ласкательный суффикс, используемый по отношению к младшим. Отношения с детьми и несовершеннолетними довольно часто встречается в японских произведениях или хентае (лоликон, сётакон). По этой причине японский суффикс закрепился в определении[32]. Данный подвид слэша из-за педофилии пользуется самой спорной репутацией, были прецеденты, когда владельцы оригинальных произведений добивались запрета на публикацию тян-слэш в интернете.
- Мужская беременность, или mpreg (от male pregnancy), — слэш-рассказ, в котором один из мужских героев беременеет под действием магии или в рамках жанра омегаверс.
- Обратный слэш или genfic — фанфик в котором в отличие от оригинального канона почти или полностью отсувствуют сексуальные сцены. Впервые стало применяться к фанфикам о Аните Блейк.

## Авторы
«Слэшерами» называют авторов слэша, а также людей, читающих его. В России слэшеры часто используют персонажей и сюжеты жанра яой, поэтому яойщицы, косплеящие (переодевшиеся и играющие) мужских персонажей, тоже могут называть себя слэшерами. Также в аниме-сообществе слэшерами могут называть и трансгендерных людей, бисексуалов, а даже просто толерантных к сексуальным меньшинствам людей.
В разных фэндомах к слэшу относятся по-разному, от резкого неприятия до восторга. Слэшеры каждого отдельного фэндома обычно имеют свои жаргонизмы, обычно это обозначения популярных пэйрингов. Часто они образованы от имён персонажей, например, Снарри (Северус Снейп/Гарри Поттер), Спирк (Спок/Джеймс Кирк) и ЗоСан (Зоро/Санджи, One Piece), но есть и исключения, такие как Винцест (братья Винчестеры + Инцест).

## Критика явления
Слэш как феномен фанфикшена привлёк наибольшее внимание учёных. Уже с 1990-х годов жанр становится предметом для исследований в рамках гуманитарных и культурологических наук. Учёные интересовались сообществами, внутри которых создавались слэш-фанфики, и тем, какую роль в этом играла контркультура.
Сторонники квир-теории долгое время пренебрегали жанром слэш как культурным феноменом, но тем не менее слэш-литература признана крайне важной частью репрезентации ЛГБТ в медиа, так как она одна из первых стала оспаривать общепринятые гетеросексистские нормы в литературе и других видах искусства, где гетеросексуальность выступала единственной допустимой формой романтических и сексуальных отношений. Даже через десятилетия с начала зарождения жанра слэш онлайн-форумы поклонников слэш-фанфиков выступают одними из немногих безопасных пространств, где квир-фанаты могут без страха осуждения и позора обсуждать и изучать собственные сексуальные предпочтения и гендерную идентичность. Интернет позволяет оставаться им анонимными и без страха делиться с другими своими скрытыми и оригинальными сексуальными фантазиями. Тем не менее слэш критиковался за отсутствие достоверной репрезентации гей-сообщества. Почти все авторы и читатели слэш-фанфиков — гетеросексуальные женщины, которые не ставят перед собой цели улучшить восприятие геев — они лишь фетишизируют гомосексуальные отношения и удовлетворяют ими собственные сексуальные фантазии.
Джоанна Расс, американская писательница-фантастка, утверждала, что слэш-фантастика — это реакция на то, что подавляющее большинство произведений и популярных телевизионных и кинофраншиз отражают истории через мужское восприятие; в частности, это недопустимость каких-либо намёков на гомосексуальность, но при этом непропорционально большее количество мужских персонажей, которые лучше прописаны как личности, нежели женские, и типичный сюжетный ход — когда между мужскими героями завязываются близкие дружественные отношения. Мужские гомосексуальные фантазии и эмоциональная уязвимость мужских персонажей являются частью женского восприятия сюжета, особенно если речь идёт о произведениях, почти полностью представленных мужскими персонажами.